# D&Bトゥゲザー
『D&Bトゥゲザー』（D & B Together）は、アメリカ合衆国の夫婦デュオ、デラニー&ボニーが「デラニー&ボニー&フレンズ」名義で1972年に発表したスタジオ・アルバム。コロムビア・レコード移籍第1弾アルバムで、結果的にデラニー&ボニーにとって最後のスタジオ・アルバムとなった。

## 解説
デラニー&ボニーは1971年にデイヴ・メイソンの楽曲「オンリー・ユー・ノウ・アンド・アイ・ノウ」をレコーディングして、同年、アトコ・レコードからシングルとしてリリース。同作は全米20位を記録するヒットとなった。しかし、プロデューサーのジェリー・ウェクスラーはデラニー・ブラムレットとボニー・ブラムレットの夫婦仲に問題が生じていると感じて、デラニー&ボニーの権利をコロムビア・レコードに売却した。本作には、前述した「オンリー・ユー・ノウ・アンド・アイ・ノウ」の別ミックスを含む1971年録音の10曲に加えて、1969年にエリック・クラプトンと共にレコーディングされてシングル・ヒットした「カミン・ホーム」と、そのカップリング曲であった「スーパースター」も収録された。
「ウェイド・イン・ザ・リヴァー・ジョーダン」は、デラニー&ボニーが映画『バニシング・ポイント』（1971年公開）に出演した際に劇中で歌った曲「ユー・ゴット・トゥ・ビリーヴ」の別ヴァージョン。「サウンド・オブ・ザ・シティ」では、ティナ・ターナーが一部のパートでリード・ボーカルを担当している。
本作は1972年にリリースされ、同年には本作からのシングル「ムーヴ・エム・アウト」が全米59位に達した。しかし、この年のうちにデラニーとボニーが離婚してデラニー&ボニーは解散し、2人はそれぞれソロ・アーティストとしてコロムビア・レコードとの契約を継続した。

## CD
本作は、1994年1月に日本で世界初CD化がなされており、当時はオリジナルLPと同じ12曲入りだった。
デラニー&ボニーの母国アメリカでは、2003年4月にレガシー・レコーディングスによって初CD化され、その際、デラニー・ブラムレットのソロ・アルバムからの4曲とボニー・ブラムレットのソロ・アルバムからの2曲がボーナス・トラックとして追加された。同年8月には、日本でもレガシー・レコーディングスに準じた形で再発された。

## 収録曲
1. オンリー・ユー・ノウ・アンド・アイ・ノウ "Only You Know and I Know" (Dave Mason) – 3:26
2. ウェイド・イン・ザ・リヴァー・ジョーダン "Wade in the River of Jordan" (Traditional) – 2:10
3. サウンド・オブ・ザ・シティ "Sound of the City" (Delaney Bramlett, Joe Hicks) – 2:39
4. ウェル・ウェル "Well, Well" (D. Bramlett) – 3:03
5. アイ・ノウ・ハウ・イット・フィールズ・トゥ・ビー・ロンリー "I Know How It Feels to Be Lonely" (Bonnie Bramlett, Leon Ware) – 3:47
6. カミン・ホーム "Comin' Home" (B. Bramlett, Eric Clapton) – 3:13
7. ムーヴ・エム・アウト "Move 'Em Out" (Steve Cropper, Bettye Crutcher) – 2:50
8. ビッグ・チェンジ・カミン "Big Change Comin'" (D. Bramlett) – 3:22
9. ア・グッド・シング（アイム・オン・ファイア） "A Good Thing (I'm on Fire)" (D. Bramlett, Gordon DeWitty) – 2:13
10. スーパースター "Groupie (Superstar)" (B. Bramlett, Leon Russell) – 2:49
11. アイ・ノウ・サムシング・グッド・アバウト・ユー "I Know Something Good About You" (D. Bramlett, J. Hicks) – 4:11
12. カントリー・ライフ "Country Life" (D. Bramlett, Bobby Whitlock) – 3:38

### 2003年リマスター盤ボーナス・トラック
1. オーヴァー・アンド・オーヴァー "Over and Over" (D. Bramlett) – 2:41
2. アイム・ノット・ユア・ラヴァー、アイム・ユア・ラヴィー "I'm Not Your Lover, Just Your Lovee" (D. Bramlett, Doug Gilmore) – 4:27
3. グッド・ヴァイブレイションズ "Good Vibrations" (G. DeWitty) – 3:14
4. アー・ユー・ア・ビートル・オア・ア・ローリング・ストーン "Are You a Beatle or a Rolling Stone" (D. Bramlett, D. Gilmore) – 3:22
5. （ユー・ドント・ノウ）ハウ・グラッド・アイ・アム "(You Don't Know) How Glad I Am" (Jimmy Williams, Larry Harrison) – 3:59
6. カリフォルニア・レイン "California Rain" (D. Bramlett, D. Gilmore) – 3:52

- 13. 14. - デラニー・ブラムレットのアルバム『サム・シングズ・カミング』[8]（1972年）収録曲
- 15. 17. - ボニー・ブラムレットのアルバム『スウィート・ボニー・ブラムレット』[8]（1973年）収録曲
- 16. 18. - デラニー・ブラムレットのアルバム『モービアス・ストリップ』[8]（1973年）収録曲

## 参加ミュージシャン
- デラニー・ブラムレット - ボーカル、ギター、フレットレスベース、チェロ
- ボニー・ブラムレット - ボーカル

- ジョー・ヨハンソン - ギター
- チャック・モーガン - ドラムス
- サム・クレイトン - ドラムス
- ダレル・レナード - トランペット
- ラリー・サヴォイエ - トロンボーン
- ジェリー・ジュモンヴィル - サックス
- ゴードン・デウィッティ - オルガン
- ジェイ・ヨーク - キーボード
- エリック・クラプトン - ギター
- デイヴ・メイソン - ギター
- カール・レイドル - ベース
- ジム・ゴードン - ドラムス
- キング・カーティス - サックス
- ジム・プライス - ホーン
- ボビー・キーズ - サックス
- テックス・ジョンソン - パーカッション
- リタ・クーリッジ - バッキング・ボーカル
- レオン・ラッセル - ピアノ、ボーカル
- ラリー・ネクテル - ベース
- ボビー・ウィットロック - オルガン

- ビリー・プレストン - オルガン
- チャック・レイニー - ベース
- ジョー・ヒックス - バッキング・ボーカル
- スティーヴ・クロッパー - ギター
- チャーリー・フリーマン - ギター
- デュアン・オールマン - ギター
- レッド・ローズ - ペダル・スティール・ギター
- ロン・ブラウン - ベース
- ジェイムズ・ジェマーソン - ベース
- アーニー・マクダニエルズ - ベース
- ケニー・グラッドニー - ベース
- レイ・ジャクソン - ハーモニカ、マンドリン
- ジョン・ハートフォード - フィドル
- エディ・ケンドリックス - バッキング・ボーカル
- メリー・クレイトン - バッキング・ボーカル
- ヴェネッタ・フィールズ - バッキング・ボーカル
- パトライス・ホロウェイ - バッキング・ボーカル
- クライディ・キング - バッキング・ボーカル
- シャーリー・マシューズ - バッキング・ボーカル
- ティナ・ターナー - ボーカル